# 新知識階級 クマグス
『新知識階級 クマグス』（しんちしきかいきゅう クマグス）は、2008年10月18日（17日深夜）から2010年9月23日まで、TBS系列で放送されていたTBSテレビ製作のバラエティ番組である。
放送時間は、2008年10月18日（17日深夜）から2010年3月27日（26日深夜）まで、毎週土曜0:40 - 1:25(金曜深夜、JST)。2010年4月8日からは毎週木曜23:50 - 翌0:20(JST)に変更された。

## 概要
番組タイトルは南方熊楠に由来する。番組では、ある特定の趣味の達人を「クマグス」と称し、「クマグス」をスタジオに招き、その分野に関する知識を深めることを主な内容とした。2009年初めごろには何らかの物品を大量にコレクションをしている人物の家を訪ね、VTRで紹介するコーナー「クマグスの巣」が放送された。また、2009年春には、V6のメンバーが自らクマグスになろうする企画が持ち上がり、三宅健は「朝呑みクマグスへの道」として、早朝に営業している酒場を飲み歩いた。

## 出演者
- V6
  - 坂本昌行
  - 長野博
  - 井ノ原快彦
  - 森田剛
  - 三宅健
  - 岡田准一
- 竹内香苗（当時TBSアナウンサー）
- 高野貴裕（TBSアナウンサー、2009年3月までのナレーション）
- 小松由佳（2009年4月からのナレーション）

## 放送リスト
| 回数          | 放送日                     | クマグス                                                               | ゲスト |
| ------------- | -------------------------- | ---------------------------------------------------------------------- | --- |
| 第1回         | 2008年10月18日             | 紅白歌合戦クマグス                                                     | 寺坂直毅 |
| 第2回         | 2008年10月25日             | エクストリームアイロニングクマグス                                     | 松澤等 |
| 第3回         | 2008年11月1日              | 紙相撲クマグス                                                         | 青木敦司 |
| 第4回         | 2008年11月8日              | ゴム銃クマグス                                                         | 中村光児 |
| 第5回         | 2008年11月15日             | デパートクマグス                                                       | 寺坂直毅 |
| 第6回         | 2008年11月22日             | 食虫植物クマグス 学食クマグス                                          | 田辺直樹 唐沢明 |
| 第7回         | 2008年11月29日             | 野球ものまねクマグス 切手クマグス                                      | 吉沢雅之 三浦正悦 |
| 第8回         | 2008年12月6日              | 閉店貼り紙クマグス                                                     | 内堀隆史 |
| 第9回         | 2008年12月13日             | イントロクマグス                                                       | 藤田太郎 |
| 第10回        | 2008年12月20日             | 深海生物クマグス                                                       | 三輪哲也 |
| 第11回        | 2009年1月10日              | 号外クマグス                                                           | 山名隆三 |
| 第12回        | 2009年1月17日              | 総集編                                                                 | 総集編 |
| 第13回        | 2009年1月24日              | 裁判官クマグス                                                         | 長嶺超輝 |
| 第14回        | 2009年1月31日              | 銭湯クマグス                                                           | 町田忍 |
| 第15回        | 2009年2月7日               | UMAクマグス ダニクマグス 言い訳クマグス                                | 山口敏太郎 青木淳一 吉野すぐる                                                                                        |
| 第16回        | 2009年2月14日              | 夜景クマグス                                                           | 縄手真人 |
| 第17回        | 2009年2月21日              | 蛾クマグス                                                             | 川上多岐理 |
| 第18回        | 2009年2月28日              | 動物チラリズムクマグス                                                 | やきそばかおる |
| 第19回        | 2009年3月7日               | ラーメンクマグス                                                       | 大崎裕史 |
| 第20回        | 2009年3月14日              | だじゃれクマグス                                                       | 中川ひろたか |
| 第21回        | 2009年3月21日              | 恋文クマグス                                                           | 大崎智代子 |
| 第22回        | 2009年4月11日              | UMAクマグス2 ゾンビクマグス                                            | 山口敏太郎 MUNE |
| 第23回        | 2009年4月18日              | UFOクマグス ミニチュアフードクマグス                                   | 山口敏太郎 岡田ひとみ                                                                                                 |
| 第24回        | 2009年4月25日              | ラブホテルクマグス ファミコンクマグス 缶詰クマグス                     | 日向琴子 酒缶 タカイチカ                                                                                              |
| 第25回        | 2009年5月2日               | バカ画像クマグス セロテープアートクマグス                              | DJ急行 瀬畑亮 |
| 第26回        | 2009年5月9日               | 賞金稼ぎクマグス 富士山写真クマグス                                    | 荒木秀一 田代博 |
| 第27回        | 2009年5月16日              | Uれいクマグス 生島ヒロシクマグス 宝探しクマグス                        | 山口敏太郎 シエ藤 八重野充弘                                                                                          |
| 第28回        | 2009年5月23日              | 生島ヒロシクマグス2 混浴温泉クマグス エレベータークマグス              | シエ藤 山崎まゆみ 梅田カズヒコ                                                                                        |
| 第29回        | 2009年5月30日              | 宝さがしクマグス                                                       | 八重野充弘 |
| 第30回        | 2009年6月6日               | 怪談クマグス ゾンビクマグス2                                           | ファンキー中村 MUNE                                                                                                   |
| 第31回        | 2009年6月13日              | 悪徳商法クマグス ファミコンクマグス 怪談クマグス2                      | 多田文明 酒缶 ファンキー中村                                                                                          |
| 第32回        | 2009年6月20日              | ジェットコースタークマグス 怪談クマグス3 田中宏和クマグス              | 市川尚孝 ファンキー中村 田中宏和                                                                                      |
| 第33回        | 2009年6月27日              | 懸賞当選クマグス トイレ貼り紙クマグス                                  | ガバちゃん 森本レオリオ                                                                                               |
| 第34回        | 2009年7月4日               | ラブホテルクマグス2 合コンクマグス                                     | 日向琴子 水谷舞 |
| 第35回        | 2009年7月11日              | 芸能界のイイ話クマグス 厩舎コメントクマグス                            | 片岡正徳 五木田忠之                                                                                                   |
| 第36回        | 2009年7月18日              | 危険脱出クマグス 賞金稼ぎクマグス2                                     | 伊藤慎一 荒木秀一 |
| 第37回        | 2009年7月25日              | 夏休みSP混浴&ラブホ&夜景… 専門家だけが知るお得な情報満載               | 既放送の編集版のため その回の出演者                                                                                   |
| 第38回        | 2009年8月15日              | 宝探しクマグス2 生島ヒロシクマグス3                                    | 八重野充弘 シエ藤 |
| 第39回        | 2009年8月29日              | 珍地名クマグス メロンパンクマグス 食べ合わせクマグス                   | 高井ジロル タカバシショウヘイ 田中ひろみ                                                                              |
| 第40回        | 2009年9月5日               | 芸能界のイイ話クマグス2 値切りクマグス ギャルクマグス                  | 片岡正徳 金子哲雄 池田隼人                                                                                            |
| 第41回        | 2009年9月12日              | 合コンクマグス2 エキストラクマグス                                     | 水谷舞 Mr.ブーン（多田文明）                                                                                          |
| 第42回        | 2009年9月19日              | 宝探しクマグス3 バカデミークマグス                                     | 八重野充弘 有村昆 |
| 第43回        | 2009年9月26日              | バカデミークマグス2 街がいさがしクマグス 芸能界のイイ話クマグス3       | 有村昆 吉村智樹 片岡正徳                                                                                              |
| 第44回        | 2009年10月17日             | バカデミークマグス3 芸能界のイイ話クマグス4 名前入りファミコンクマグス | 有村昆 片岡正徳 永田智孝                                                                                              |
| 第45回        | 2009年10月24日             | 合コンクマグス3 ファミコンクマグス2                                    | 水谷舞 酒缶 |
| 第46回        | 2009年10月31日             | 合コンクマグス4 トーストクマグス                                       | 水谷舞 川上文代 |
| 第47回        | 2009年11月7日              | 合コンクマグス5 口説きの裏ワザクマグス モテカラクマグス                | 水谷舞 櫻井秀勲 成瀬泰一                                                                                              |
| 第48回        | 2009年11月14日             | モテカラクマグス2 カカシクマグス 芸能界のイイ話クマグス5               | 成瀬泰一 ピート小林 片岡正徳                                                                                          |
| 第49回        | 2009年11月21日             | 口説きの裏ワザクマグス2 樹海都市伝説クマグス                           | 櫻井秀勲 栗原亨 |
| 第50回        | 2009年11月28日             | 合コンクマグス6 マンガ名言クマグス                                     | 水谷舞 キムラケイサク                                                                                                 |
| 第51回        | 2009年12月5日              | マンガ名言クマグス2 田中宏和クマグス2                                  | キムラケイサク 田中宏和                                                                                               |
| 第52回        | 2009年12月12日             | 萌えクマグス 田中宏和クマグス3                                         | ガルバレス・パトリック・ウィリアム 田中宏和                                                                           |
| 第53回        | 2009年12月19日             | 自称「日本一ラーメンを食べた男」が選ぶ 2009年TOKYO新店BEST1位          | 大崎裕史 |
| 第54回 第55回 | 2010年1月9日 2010年1月16日 | 第1回クマデミー大賞                                                    | 山口敏太郎 大崎裕史 荒木秀一 八重野充弘 多田文明 田中宏和 水谷舞 川上文代 櫻井秀勲 ガルバレス・パトリック・ウィリアム |
| 第56回        | 2010年1月23日              | 駅そばクマグス ニッポン最古クマグス                                    | 鈴木弘毅 高田京子 |
| 第57回        | 2010年1月30日              | 大学博物館クマグス ミクロクマグス                                      | 大坪覚 阿達直樹 |
| 第58回        | 2010年2月6日               | トーストクマグス2 世界のオタク部屋クマグス                             | 川上文代 吉川大輔 |
| 第59回        | 2010年2月13日              | 合コンクマグス7 芸能界のイイ話クマグス6                                | 水谷舞 片岡正徳 |
| 第60回        | 2010年2月20日              | デコトラクマグス 穴クマグス 芸能界のイイ話クマグス7                    | 宮崎靖男 中野純 片岡正徳                                                                                              |
| 第61回        | 2010年2月27日              | TKG（卵かけごはん）クマグス 田中宏和クマグス4                          | 森田明雄 田中宏和 |
| 第62回        | 2010年3月6日               | 阪神タイガースファンクマグス 動物ωクマグス                             | 朝日奈ゆか 松原卓二                                                                                                   |
| 第63回        | 2010年3月13日              | 放浪宿クマグス カツラークマグス                                        | 今田壮 小林信也 |
| 第64回        | 2010年3月20日              | 口説きの裏ワザクマグス3 夜景クマグス2 犬イイ話クマグス                 | 櫻井秀勲 縄手真人 片岡正徳                                                                                            |
| 第65回        | 2010年3月27日              | 僻地温泉クマグス                                                       | 山田べにこ |
| 第66回        | 2010年4月8日               | ナポリタンクマグス 富士山写真クマグス2                                 | イートナポ 田代博 |
| 第67回        | 2010年4月15日              | トーストクマグス3 大江戸なんでもランキングクマグス                     | 川上文代 中田節子 |
| 第68回        | 2010年4月22日              | 生き物の持ち方クマグス 恋愛心理クマグス                                | 松橋利光 安藤房子 |
| 第69回        | 2010年4月29日              | 僻地温泉クマグス2                                                      | 山田べにこ |
| 第70回        | 2010年5月6日               | ゾンビクマグス3 芸能界のイイ話クマグス8                                | MUNE 片岡正徳 |
| 第71回        | 2010年5月13日              | 春の珍ドル祭り                                                         | 北川昌弘 |
| 第72回        | 2010年5月20日              | 春の珍ドル祭り2                                                        | 北川昌弘 |
| 第73回        | 2010年5月27日              | 田中宏和クマグス5                                                      | 田中宏和 |
| 第74回        | 2010年6月3日               | アキバ萌えツアー                                                       | ガルバレス・パトリック・ウィリアム                                                                                    |
| 第75回        | 2010年6月10日              | 珍ドルクマグス3                                                        | 北川昌弘 |
| 第76回        | 2010年6月17日              | 僻地温泉クマグス3                                                      | 山田べにこ |
| 第77回        | 2010年7月1日               | 萌えクマグス3                                                          | ガルバレス・パトリック・ウィリアム                                                                                    |
| 第78回        | 2010年7月8日               | 珍ドル祭り4 合コンクマグス8                                            | 北川昌弘 水谷舞 |
| 第79回        | 2010年7月15日              | 夏旅SP（1時間） 放浪宿クマグス2 僻地温泉クマグス4                      | 今田壮 山田べにこ |
| 第80回        | 2010年7月29日              | 僻地温泉クマグス5                                                      | 山田べにこ |
| 第81回        | 2010年8月5日               | 生島ヒロシクマグス4                                                    | シエ藤 |
| 第82回        | 2010年8月12日              | 珍ドル祭り5                                                            | 北川昌弘 |
| 第83回        | 2010年8月19日              | 珍ドル祭り6                                                            | 北川昌弘 |
| 第84回        | 2010年8月26日              | ホテルクマグス                                                         | ケニー奥谷 |
| 第85回        | 2010年9月2日               | 定食クマグス                                                           | 今柊二 |
| 第86回        | 2010年9月9日               | 秋葉原かわいいメイドさんランキング （1時間SP）                         | ガルバレス・パトリック・ウィリアム                                                                                    |
| 第87回        | 2010年9月16日              | おさぼりスポットクマグス                                               | 山河宗太 |
| 第88回        | 2010年9月23日              | 芸能界のイイ話クマグス9                                                | 片岡正徳 |

## スタッフ
- 構成：都築浩、藤谷弥生、藤井輝久、安達××
- リサーチ：キングフレッシャーズ
- TM：丹野至之
- TD：阿部直樹
- カメラ：藤田栄治
- VE：出口博久
- 音声：北村玲奈
- 照明：加藤美和子
- 美術：三須明子
- 美術制作：安川毅
- 装置：谷平真二、牧ヶ谷純二
- 電飾：梅本孝
- メカシステム：庄子泰広
- 持道具：貞中照美
- 衣裳：原口恵里
- 特殊装置：朝熊智浩
- メイク：アートメイク・トキ
- スタイリスト：五十嵐孝智、柳沢由香里
- CGデザイン：コーラルレッド
- 編集：北原直樹
- MA：並木丈治
- 音効：太田光則（ZACK）
- TK：木下渚
- 番宣：小林恵美子
- 編成：坂田栄治
- デスク：渡辺香織
- AP：荒井美妃
- ディレクター：和田英智、堤俊博、及川慶、戸田悠貴
- 演出：有馬巨人
- プロデューサー：江藤俊久、西川永哲、藤田賢城
- チーフプロデューサー：合田隆信
- 技術協力：Pro Cam
- 協力：ジャニーズ事務所
- 制作協力：BERMUDA
- 製作著作：TBS

### 過去のスタッフ
- プロデューサー：櫟本憲勝

## ネット局と放送時間
| 放送対象地域   | 放送局                    | 系列    | 放送日時                           | 備考       |
| -------------- | ------------------------- | ------- | ---------------------------------- | ---------- |
| 関東広域圏     | TBSテレビ（TBS）          | TBS系列 | 木曜 23時50分 - 翌0時20分          | 制作局     |
| 北海道         | 北海道放送（HBC）         | TBS系列 | 木曜 23時50分 - 翌0時20分          | 同時ネット |
| 宮城県         | 東北放送（TBC）           | TBS系列 | 木曜 23時50分 - 翌0時20分          | 同時ネット |
| 山形県         | テレビユー山形（TUY）     | TBS系列 | 木曜 23時50分 - 翌0時20分          | 同時ネット |
| 福島県         | テレビユー福島（TUF）     | TBS系列 | 木曜 23時50分 - 翌0時20分          | 同時ネット |
| 長野県         | 信越放送（SBC）           | TBS系列 | 木曜 23時50分 - 翌0時20分          | 同時ネット |
| 静岡県         | 静岡放送（SBS）           | TBS系列 | 木曜 23時50分 - 翌0時20分          | 同時ネット |
| 石川県         | 北陸放送（MRO）           | TBS系列 | 木曜 23時50分 - 翌0時20分          | 同時ネット |
| 中京広域圏     | 中部日本放送（CBC）       | TBS系列 | 木曜 23時50分 - 翌0時20分          | 同時ネット |
| 高知県         | テレビ高知（KUTV）        | TBS系列 | 木曜 23時50分 - 翌0時20分          | 同時ネット |
| 沖縄県         | 琉球放送（RBC）           | TBS系列 | 木曜 23時50分 - 翌0時20分          | 同時ネット |
| 新潟県         | 新潟放送（BSN）           | TBS系列 | 土曜 1時15分 - 1時45分（金曜深夜） | 8日遅れ    |
| 山梨県         | テレビ山梨（UTY）         | TBS系列 | 金曜 0時30分 - 1時00分（木曜深夜） | 14日遅れ   |
| 富山県         | チューリップテレビ（TUT） | TBS系列 | 金曜 0時05分 - 0時35分（木曜深夜） | 21日遅れ   |
| 岡山県・香川県 | 山陽放送（RSK）           | TBS系列 | 火曜 0時20分 - 0時50分（月曜深夜） | 4日遅れ    |
| 愛媛県         | あいテレビ（ITV）         | TBS系列 | 木曜 0時50分 - 1時20分（水曜深夜） | 13日遅れ   |
| 大分県         | 大分放送（OBS）           | TBS系列 | 水曜 23時55分 - 翌0時25分          | 13日遅れ   |

- テレビ山梨、大分放送、琉球放送は2009年4月より放送開始。
- あいテレビでは2010年4月から遅れネットを開始。
- 南日本放送（MBC・鹿児島県）では通常ネットが行われなかったが、鹿児島県内が扱われた際（「デパートクマグス」など）に何度か単発放送が行われ、2010年7月から8月には週末の昼に集中放送が行われた。
- 2010年4月の放送枠移動と放送時間短縮に伴い、テレビユー山形・テレビユー福島・信越放送・北陸放送・テレビ高知・琉球放送が同時ネットを開始した。
- 北海道放送は45分版時代には土曜午後のレギュラー放送から後に不定期放送に格下げされていたが、木曜への時間移動を機にレギュラー放送再開の上TBSと同時ネットになった。なお2010年7月29日放送分については本来の放送時間に男子ゴルフの「サン・クロレラ クラシック初日ハイライト」を放送したため、1時間の時差ネットとなった（字幕放送も実施）。

## エンディングテーマ
- V6「CHANCE!」（2008年10月〜2010年3月）
- V6「will」（2010年4月〜8月）
- V6「Catch」（2010年9月）